# Kukuciszki
Kukuciszki (lit. Kuktiškės) – miasteczko na Litwie, położone w okręgu uciańskim w rejonie uciańskim, siedziba starostwa Kukuciszki, 14 km na południowy wschód od Uciany przy drodze Uciana-Święciany, 485 mieszkańców (2001). 
Dobra nadane przez króla Władysława II Jagiełłę biskupstwu wileńskiemu. Miasto Kukuciszki położone było w końcu XVIII wieku w powiecie wiłkomierskim województwa wileńskiego. Znajduje się tu kościół katolicki z XIX wieku, szkoła podstawowa i poczta. Od 2002 roku miejscowość posiada własny herb nadany dekretem Prezydenta Republiki Litewskiej.